# 児玉好弘
児玉 好弘（こだま よしひろ、1946年2月13日 - ）は、山口県出身の元プロ野球選手（投手）。

## 来歴・人物
山口鴻城高在学時の1962年、2年生ながらチームの主戦投手として夏の甲子園に出場。1回戦は溝部睦投手との継投で大分商に1-0で辛勝。しかし2回戦では西条高（愛媛）の石川洵投手（立大－鐘紡）、村上公康捕手のバッテリーに0-4で完封を喫する。
高校卒業後は、社会人野球の日本軽金属で活躍。1965年のプロ野球ドラフト会議で、東京オリオンズから15位指名を受けたが、これを拒否し残留。エースとして1969年の第40回都市対抗野球大会へ18年ぶりの出場を果たす。1回戦で優勝候補の日本生命と対決、延長10回の熱戦の末、1-3で敗れた。
1970年オフにドラフト外で阪急ブレーブスへ入団。翌春のオープン戦から活躍を見せた。
1971年に6勝、翌1972年には自身シーズン最多となる10勝を挙げリーグ連続優勝に貢献。読売ジャイアンツとの1972年の日本シリーズでは3試合に登板、第2戦では同点の8回裏からリリーフに立つが、堀内恒夫に勝ち越し二塁打を喫し敗戦投手となっている。
その後、1974年オフに白石静生・大石弥太郎両投手との交換トレードで宮本幸信・渡辺弘基と共に広島東洋カープへ移籍したが、カープではほとんど出番がなかった。1976年には金銭トレードで太平洋クラブライオンズへ移るも、3試合のみの登板に終わり、この年暮れに引退した。
オーソドックスな上手投げからストレート、カーブ、シュート、スライダー。主にシュート、スライダー中心の組み立てをした。スピードはないが制球が良かった。
現在は、埼玉県入間市でアルミ建材とガラスを扱う企業の取締役を務めている。

## 詳細情報

### 年度別投手成績
| 年 度     | 球 団     | 登 板 | 先 発 | 完 投 | 完 封 | 無 四 球 | 勝 利 | 敗 戦 | セ 丨 ブ | ホ 丨 ル ド | 勝 率 | 打 者 | 投 球 回 | 被 安 打 | 被 本 塁 打 | 与 四 球 | 敬 遠 | 与 死 球 | 奪 三 振 | 暴 投 | ボ 丨 ク | 失 点 | 自 責 点 | 防 御 率 | W H I P |
| --------- | --------- | ----- | ----- | ----- | ----- | -------- | ----- | ----- | -------- | ----------- | ----- | ----- | -------- | -------- | ----------- | -------- | ----- | -------- | -------- | ----- | -------- | ----- | -------- | -------- | ------- |
| 1971      | 阪急      | 40    | 2     | 0     | 0     | 0        | 6     | 3     | --       | --          | .667  | 387   | 91.1     | 90       | 13          | 32       | 5     | 4        | 44       | 0     | 0        | 51    | 46       | 4.55     | 1.34    |
| 1972      | 阪急      | 39    | 0     | 0     | 0     | 0        | 10    | 4     | --       | --          | .714  | 373   | 94.2     | 88       | 7           | 16       | 2     | 1        | 27       | 0     | 0        | 32    | 28       | 2.65     | 1.10    |
| 1973      | 阪急      | 30    | 0     | 0     | 0     | 0        | 4     | 4     | --       | --          | .500  | 217   | 51.2     | 58       | 5           | 11       | 0     | 2        | 18       | 1     | 0        | 28    | 21       | 3.63     | 1.34    |
| 1974      | 阪急      | 16    | 0     | 0     | 0     | 0        | 2     | 0     | 0        | --          | 1.000 | 138   | 30.0     | 44       | 5           | 7        | 0     | 2        | 13       | 1     | 0        | 24    | 22       | 6.60     | 1.70    |
| 1975      | 広島      | 11    | 0     | 0     | 0     | 0        | 0     | 1     | 0        | --          | .000  | 49    | 9.2      | 13       | 3           | 7        | 2     | 0        | 8        | 1     | 0        | 9     | 8        | 7.20     | 2.07    |
| 1976      | 太平洋    | 3     | 1     | 0     | 0     | 0        | 0     | 1     | 0        | --          | .000  | 28    | 6.0      | 11       | 4           | 0        | 0     | 0        | 1        | 0     | 0        | 8     | 8        | 12.00    | 1.83    |
| 通算：6年 | 通算：6年 | 139   | 3     | 0     | 0     | 0        | 22    | 13    | 0        | --          | .629  | 1192  | 283.1    | 304      | 37          | 73       | 9     | 9        | 111      | 3     | 0        | 152   | 133      | 4.23     | 1.33    |

### 記録
- 初登板：1971年4月10日、対南海ホークス1回戦（大阪球場）、8回裏から4番手で救援登板・完了、1回無失点
- 初勝利：1971年4月25日、対近鉄バファローズ3回戦（日本生命球場）、5回裏から4番手で救援登板・完了、5回1失点
- 初先発登板：1971年5月15日、対ロッテオリオンズ6回戦（東京スタジアム）、3回0/3を6失点で敗戦投手

### 背番号
- 31 （1971年 - 1974年）
- 23 （1975年）
- 34 （1976年）